# Jacques Faget de Baure
Pour les articles homonymes, voir Faget (homonymie).
Jacques-Joseph de Faget de Baure, né le 30 octobre 1755 à Orthez et mort le 30 décembre 1817 à Paris, est un juriste, homme politique et historien français.

## Biographie
Issu d’une vieille famille de robe, Jacques Faget de Baure se distingua par sa précocité, achevant sa philosophie au collège de Juilly à 14 ans. Il fut un talentueux avocat général au Parlement de Navarre dès l’âge de 19 ans. Fin lettré – il pratiquait le grec avec une étonnante facilité –, il se consacra à l’histoire du Béarn et rédigea un essai historique à partir de documents inédits. La Révolution interrompit sa carrière et il fut emprisonné pendant la Terreur. En 1809, Napoléon le nomma rapporteur du conseil contentieux de sa maison. L’année suivante, Jacques Faget de Baure fut élu député des Basses-Pyrénées au Corps législatif. En 1811, il devint président à la cour impériale à Paris et chevalier de la Légion d'honneur. Après avoir servi l’Empire, il se rallia aux Bourbons. Il fut élu député des Basses-Pyrénées le 22 août 1815 puis le 4 octobre 1816 et soutint la majorité ministérielle à la Chambre.
Il est inhumé au cimetière du Père-Lachaise (10e division),.

## Œuvres
- Histoire du Canal de Languedoc, Paris, imp. de Crapelet, 1805. Rééd. La Découvrance, 2005,  (ISBN 978-2-84265-353-8)Ouvrage rédigé à la demande des héritiers de Pierre-Paul Riquet pour rétablir ce dernier comme l’incontestable inventeur du Canal du Midi, en réponse à une Histoire du Canal du Midi (1800) écrite par le général Antoine François Andréossy, qui tendait à démontrer que son ancêtre François Andréossy, collaborateur de Riquet, était l’inventeur du projet.
- Essais historiques sur le Béarn, Paris, Denugon, Eymery, 1818.Le manuscrit de ces Essais fut brûlé sous la Terreur, lors de l’emprisonnement de son auteur et de la confiscation de ses papiers. Mais son ami le baron de Laussat en avait fait une copie. Après la mort de Faget de Baure, sa veuve fit publier cet ouvrage et chargea son beau-frère, le comte Daru, d’en surveiller l’édition.